# Plutodes argentilauta
Plutodes argentilauta là một loài bướm đêm trong họ Geometridae.